# ホシアサガオ
ホシアサガオ（星朝顔、学名: Ipomoea triloba）はヒルガオ科サツマイモ属の一年生草本。帰化植物。

## 特徴
一年草。茎は蔓となってよく分岐し、他の物に巻き付いて長さ数メートル (m) になる。葉は互生し、卵円形から心臓形で先が急に尖るものが多く、全縁または3裂し、葉形は変異が多い。
花期は夏から秋にかけて。葉腋に葉柄より長い花柄を出し、直径1.2 - 1.5センチメートル (cm) ほどの淡紅色で中心部が濃紅色の漏斗型の花を10個以上まとめてつける。花柄は一般に基部の葉よりも長く、無毛で稜があり、イボ状の突起が散生する。花は上から見ると五角形から星形をしている。
果実はやや縦長の球形、横径は5 - 7ミリメートル (mm) である。種子は径3.2 mmで黒色をしており、肥厚せず側面はほぼ半月形である。
本種とよく似たマメアサガオ（Ipomoea lacunosa）は、花の中心部が濃紅色にならないことと花柄にイボ状の突起が密生する点などが本種と異なり、識別可能。ホシアサガオでは、花柄のイボ突起がまばらで種子が肥厚しないのがよい区別点となる。

## 分布と生育環境
南米原産とされ、北米、オーストラリア、東南アジアなどに広く帰化。日本では関東地方以南の道端や畑地周辺などに発生・繁殖する。戦前からミクロネシアなど熱帯から亜熱帯に生育することが知られ、1944年に花の形態にちなみ津山尚によって和名がつけられた。日本へは戦後、1951年以前の米国統治下の沖縄へ初めて帰化したと考えられている。明治期から戦前にかけて採集された栽培由来を含む標本と近年見られる個体では葉形が異なり、その由来が異なる可能性があるとされる。

## 強害雑草・外来種問題
大豆畑などにおいて強害雑草とされ、マメアサガオなどとともに帰化アサガオ類として問題視され、防除技術について研究が進められている。また、環境省の生態系被害防止外来種リストにおいて、その他の総合対策外来種に指定されている。我が国における野外での定着段階は「分布拡大期～まん延期」にあるとされ、生態系等への被害のおそれがあるため、防除（野外での取り除き、分布拡大の防止等）、遺棄・導入・逸出防止等のための普及啓発など総合的な対策が必要とされている。

## ギャラリー
- 沖縄県石垣市崎枝
- 沖縄県石垣市名蔵